# Peter Dietrich Grothe

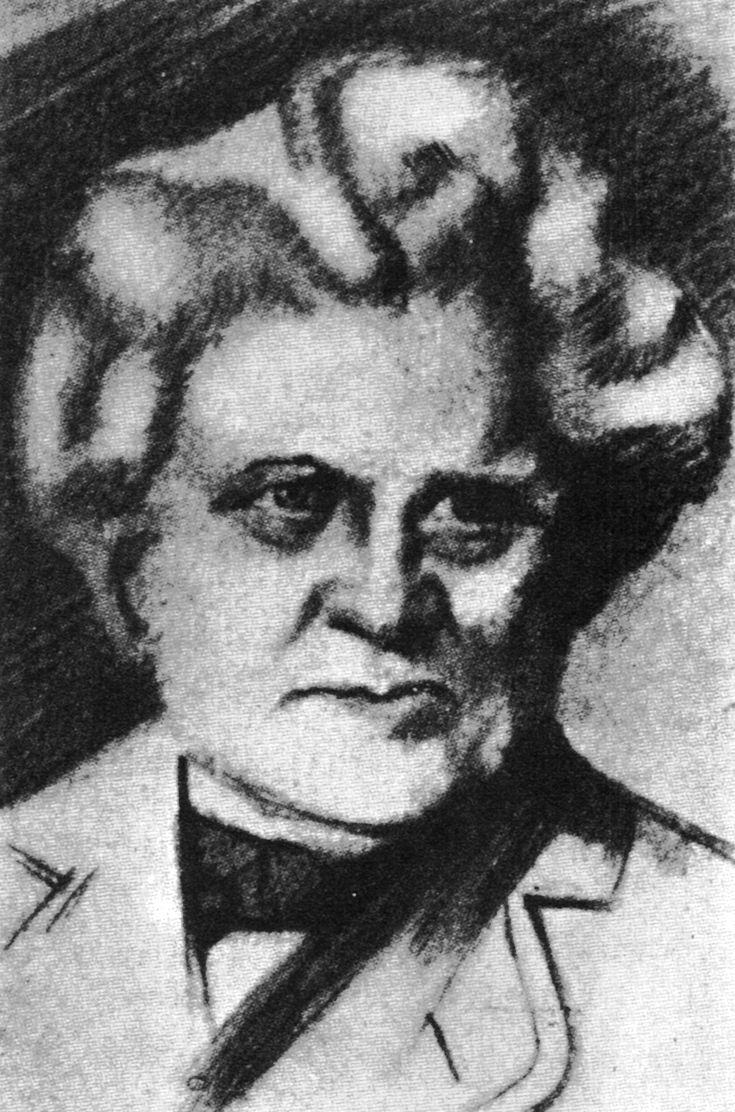
Peter Dietrich Grothe, wahrscheinlich um 1845

Peter Dietrich Grothe (* 23. Juni 1806 in Herscheid; † 10. Februar 1887  in Delft), Rufname Dietrich, war ein deutsch-niederländischer Lehrer für Mathematik, Naturwissenschaften und Mechanik, Direktor der Provinzial-Gewerbeschule in Hagen (heute einer der Standorte der Fachhochschule Südwestfalen), Leiter der Technischen School in Utrecht und Professor für Maschinenbau und Mechanische Technologie an der Polytechnischen Hochschule in Delft, der heutigen Technischen Universität. Wegen der Beteiligung einiger seiner Schüler am Iserlohner Aufstand von 1849 in der Endphase der Revolution von 1848/1849 wurde ein Disziplinarverfahren gegen ihn eingeleitet. Obwohl man ihm eine Unterstützung des Aufstands nicht nachweisen konnte, wurde er aufgrund seiner demokratischen Gesinnung im März 1850 vom Dienst suspendiert und emigrierte in die Niederlande.

## Leben und Wirken
Grothe wurde in Herscheid in Westfalen als Sohn von Johann Peter Grothe und Maria Gertrud Schmidt geboren. Er besuchte von 1826 bis 1828 die Gewerbeschule in Hagen, also in deren drittem Jahrgang, und studierte danach dreieinhalb Jahre am Gewerbeinstitut Berlin. Dort absolvierte er 1832 und erlangte damit die Befähigung, an den preußischen Gewerbeschulen zu lehren.
Grothe war verheiratet mit Albertina Schlickum und nach deren Tod mit Wilhelmina Riepe, geboren am 1. Juni 1809 in Hagen und gestorben am 16. April 1875 in Delft, mit der er zwei Töchter hatte.

### Tätigkeit an der Hagener Provinzial-Gewerbeschule
Grothe ließ sich 1832 zunächst als Gerichtstaxator in Hagen nieder, wurde auf Betreiben des Hagener Industriellen Eduard Elbers aber noch im selben Jahr als Lehrer für Mathematik und Rechnen an der Provinzial-Gewerbeschule in Hagen verpflichtet, später lehrte er dort auch Physik und Chemie. Nach dem Ausscheiden des Direktors Gottlieb Vormann 1833 fehlte es an einer einheitlichen Schulleitung, so dass das Direktorat bis 1839 von dem von Anbeginn der Gewerbeschule angehörenden Zeichenlehrer Theodor Dieckerhoff und Grothe gemeinsam ausgeübt wurde. Grothe galt als hervorragender Lehrer und erreichte es, dass schon ab 1835 Absolventen in größerer Zahl als Stipendiaten am Gewerbeinstitut in Berlin weiterstudieren konnten. Auch stand er in regem Austausch mit den Unternehmern des Hagener Bezirks, so gründete er 1839 mit Friedrich Harkort die Monatszeitschrift „Märkischer Gewerbefreund für Kaufleute, Fabrikanten, Handwerker und Landwirthe“.
Am 11. August 1839 wurde Grothe zum Direktor der Gewerbeschule ernannt. Im Jahr 1840 passte er das Lehrangebot den unterschiedlichen Voraussetzungen der Schüler an und führte eine zweite ordentliche Jahresklasse ein. Im Schulprogramm von 1842 wurden für die erste Klasse vorzügliche Elementarkenntnisse vorausgesetzt, wer sie nicht besaß, musste in die zweite Klasse. Daneben führte er eine „höhere Abteilung der ersten Klasse“ für diejenigen Schüler ein, die sich für das Gewerbeinstitut Berlin qualifizieren wollten. Des Weiteren modernisierte er die technische Ausstattung der Gewerbeschule in den darauffolgenden Jahren.

### Demokratische Gesinnung und der Iserlohner Aufstand
Da an dem blutigen Iserlohner Aufstand von 1849 vom 10. bis zum 16. Mai 1849 im Zuge der Maiaufstände der Revolution von 1848/1849 auch Schüler der Hagener Gewerbeschule bewaffnet teilgenommen hatten, wurde gegen Grothe als deren Direktor ein Disziplinarverfahren eingeleitet. Die Untersuchungen ergaben, dass Grothe die Ausschreitungen zwar nicht unterstützt habe, dass jedoch seine Haltung gegenüber den Schülern nicht energisch genug gewesen sei. Ihm wurde eine „demokratische Gesinnung“ vorgeworfen. Am 8. März 1850 wurde er vom Dienst suspendiert. Verbittert verließ Grothe Deutschland und ging ins Exil in die Niederlande.

### Neubeginn in den Niederlanden
Auf Vermittlung der Utrechter Professoren G.J. Mulder, Bake en O. van Rees übernahm Grothe am 1. August 1850 die Leitung der neu eingerichteten privaten Technische School in Utrecht. Sie war die erste ihrer Art in den Niederlanden und sollte nach dem Vorbild der Gewerbeschulen eine anwendungsorientierte technische Ausbildung vermitteln. Grothe führte seine neue Aufgabe sehr erfolgreich aus, im Jahr 1863 hatte die Einrichtung acht Lehrer und 63 Schüler, das Curriculum sah drei Jahre vor. Nach dem Gesetz über die höhere Schulausbildung (wet op het middelbaar onderwijs) vom 2. Mai 1863 wurden „höhere Bürgerschulen“ (hoogere burgerschoolen) eingerichtet, die Technische School sollte aufgelöst und in eine staatliche höhere Bürgerschule übergehen. Grothe wurde dafür von dem niederländischen Innenminister Johan Rudolf Thorbecke der Lehrstuhl für Mechanische Technologie und Maschinenbau (mechanische technologie en de kennis van werktuigen) an der 1842 gegründeten Polytechnischen Hochschule Delft – der heutigen Technischen Universität – angeboten. Grothe nahm die Tätigkeit dort als Professor am 1. September 1864 auf und wirkte dort bis zu seiner ehrenvollen Entlassung zum 1. September 1883.

## Schriften
- Grothe, Peter Dietrich: Experimental-Physik. Butz, Hagen 1850.